# 스타 오브 라이프

스타 오브 라이프

스타 오브 라이프(영어: Star of Life), 생명의 별은 아스클레피오스의 지팡이를 중심으로 푸른 여섯 개의 기둥이 돌출된 디자인 마크이며 응급구조사의 상징이다.

## 같이 보기
- 응급처치
- 응급구조사
- 적십자 표장